# Song for Sophie (I Hope She Flies)
Song for Sophie (I Hope She Flies) je píseň z debutového alba Columbine dánské zpěvačky a skladatelky Aury Dione. V Dánsku byl vydán jako druhý singl již v roce 2007 po Something from Nothing.

## Hitparáda
| Žebříček  | Příčka |
| --------- | ------ |
| Rakousko  | 18     |
| Německo   | 12     |
| Evropa    | 49     |
| Švýcarsko | 68     |
| Dánsko    | 16     |